# رنگ‌های خوراکی

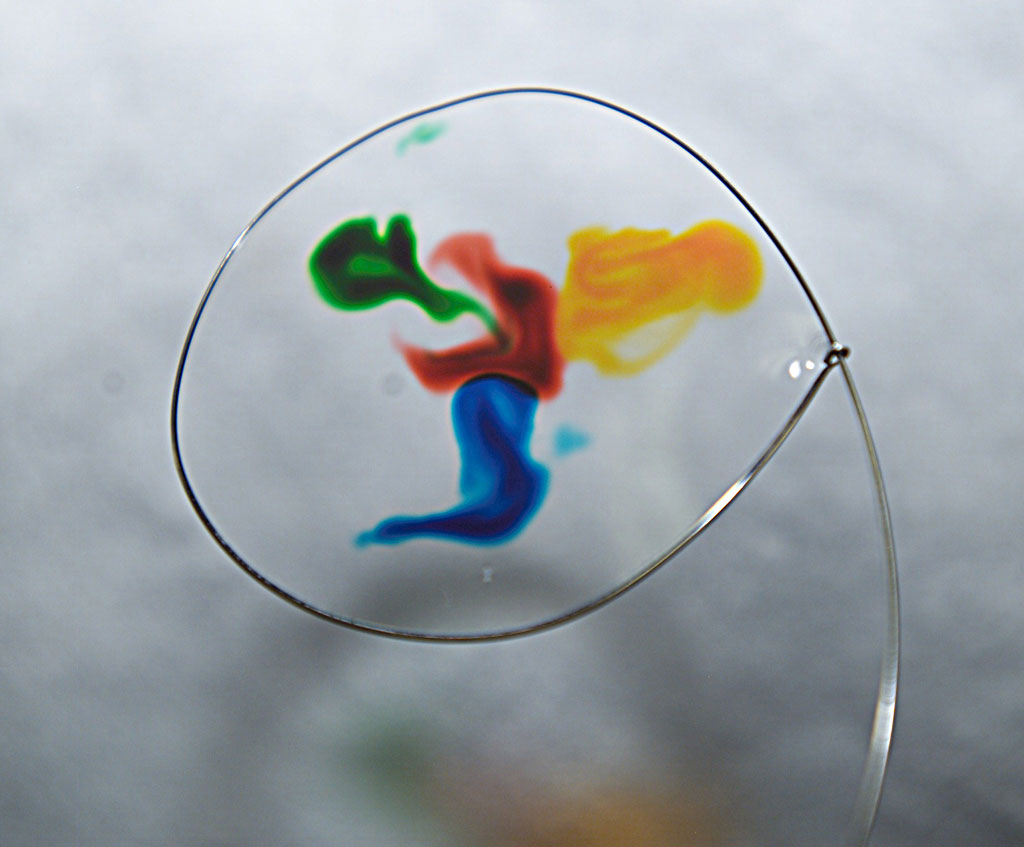
پخش شدن رنگ خوراکی بر روی غشای نازکی از آب در ایستگاه فضایی بین‌المللی

رنگ خوراکی یا رنگ غذا (افزودنی رنگی)، به رنگدانه‌ها یا موادی گفته می‌شوند که در صورت افزوده شدن به غذا یا نوشیدنی، باعث تغییر رنگ در آنها می‌گردند. این مواد در اشکال مختلفی مانند مایع، پودر، ژل و خمیر یافت می‌شوند. رنگ‌های خوراکی علاوه بر استفاده در کارخانجات تولید مواد غذایی، در آشپزی و پخت و پز خانگی نیز مورد استفاده قرار می‌گیرند. با توجه به میزان ایمنی (سلامت محصول) و به‌طور کلی در دسترس بودن این مواد، در مصارف غیر خوراکی متنوعی از قبیل لوازم آرایشی، داروسازی، صنایع دستی و تجهیزات پزشکی نیز مورد استفاده قرار می‌گیرند.

## اهمیت رنگ‌های طبیعی و مضرات رنگ‌های سنتزی از دیدگاه سلامت عمومی
صنعت غذا، طی سالیان متمادی به منظور بهبود ویژگی‌های مورد نظر مصرف‌کننده از انواع مختلف مواد افزودنی نظیر رنگ‌های مصنوعی، شیرین‌کننده‌های مصنوعی، طعم‌دهنده‌ها، مواد معطر، مواد سفیدکننده، مواد نگهدارنده و بافت‌دهنده در محصولات صنعتی استفاده می‌کند که متأسفانه برخی از این مواد به شدت برای سلامتی انسان مضر است.
لازم است ذکر شود اثرات برخی از این مواد خفیف بوده و اختلالات و عوارض ناشی از آنها با مصرف مستمر و طولانی‌مدت و به تدریج بروز نموده و سلامت افراد به ویژه گروه‌های آسیب‌پذیر جامعه (کودکان و نوجوانان) را با خطرات جدی روبه‌رو می‌سازند. رنگ‌های مصنوعی که در نوشیدنی‌های گازدار، آب‌نبات‌ها، غلات صبحانه، ژله‌ها و بسیاری از محصولات دیگر به‌طور گسترده مورد استفاده قرار می‌گیرند، جزو این دسته از افزودنی‌ها هستند که بیشتر به منظور جذب مشتری، پوشش دادن رنگ واقعی محصول و تشدید رنگ در ماده غذایی کاربرد دارند.
طبق تحقیقات انجام شده توسط محققان انگلیسی، رنگ‌های مصنوعی باعث تشدید نا آرامی و بی‌قراری در کودکان ۳ تا ۹ ساله می‌شوند. نتایج آزمایش‌های انجام شده بر روی ۳۰۰ کودک توسط آنها نشان می‌دهد که وقتی کودکان از آب میوه‌های حاوی رنگ دهنده‌های سنتزی موجود در بازار استفاده می‌کنند تغییرات جدی و مهمی در رفتار آنها شامل بیش فعالی غیرطبیعی و بی‌قراری بروز می‌کند.
تیم تحقیقات استیونسون که تأثیرات افزودنی‌های خوراکی را بر روی کودکان به مدت چند سال مطالعه کرده‌اند، آزمایشهای خود را بر روی دو گروه کودکان ۳ ساله و کودکان ۸ تا ۹ ساله انجام دادند. نتایج آنها نشان داد با حذف کردن افزودنی‌های مصنوعی از مواد خوراکی، از انواع رفتارهای ناآرام و بی‌قرار کودکان جلوگیری می‌شود.
محققان دانشگاه سوت همپتون بیان‌کردند هفت افزودنی رنگ‌دهنده سنتزی از قبیل تارترازین، زرد کوینولین، زرد سانست‌یلو، کارموزین، پونسائو و قرمز آلورا باعث آسیب رشدی و کاهش قدرت تمرکز شده و ضریب هوشی کودکان را تا پنج نمره کاهش می‌دهد. همچنین این مواد رنگی غذایی باعث ایجاد مشکلات رفتاری در کودکان مثل تغییر خلق و خوی، بیش فعالی و واکنش‌های آلرژیک می‌شوند.
اخیراً محدودیت‌های بسیاری از جانب سازمان‌های بین الملی و انستیتوهای تحقیقاتی مانند انستیتو ملی سرطان در مورد استفاده از رنگ‌های مصنوعی خوراکی بیان شده‌است؛ لذا درسطح جهانی مطالعه و جستجو برای یافتن پیگمان‌های طبیعی مناسب به عنوان رنگ افزودنی آغاز شده‌است. پیگمان‌های طبیعی اثرات سوء ذکر شده برای رنگ‌های مصنوعی را نداشته و در تحقیقات مختلف تأثیرات مثبت آنها بر سلامت عمومی به دفعات مورد تأیید قرار گرفته‌است.
آنتوسیانینها که از مهم‌ترین رنگدانه‌های طبیعی گیاهی در صنعت غذا می‌باشند در کنار خاصیت رنگ‌دهی دارای فعالیت آنتی‌اکسیدانی بوده و نقش حیاتی در جلوگیری از بروز بیماری‌های قلبی- عروقی، عصبی، سرطان و دیابت ایفا می‌کنند. همچنین برای آنتوسیانین‌ها خصوصیات ضد التهابی، پایداری جدار مویرگ‌ها و کاهش نفوذ پذیری عروق در منابع علمی ذکرشده‌است.
کاروتنوئیدها نیز به عنوان عوامل ضدسرطان، افزایش‌دهنده طول عمر و بازدارنده زخم معده و بیماری‌های قلبی – عروقی معرفی شده‌اند. بطوری‌که انسیتو ملی سرطان ایالات متحده آمریکا مصرف غذاهای حاوی مقادیر زیاد کاروتنوئید را در رژیم غذایی روزانه توصیه نموده‌است.
در ایران در سال‌های اول دهه ۱۳۶۰ به دلیل استفاده از رنگ‌های غیرمجاز در اغلب فراورده‌های غذایی، ابتدا مصرف رنگ ممنوع اعلام گردید، ولی با توجه به استفاده گسترده از انواع رنگ‌ها در فراورده‌های غذایی مختلف این ممنوعیت مؤثر واقع نگردید و مشکلات بسیاری را به‌وجود آورد. در حال حاضر در صنایع غذایی مختلف موجود در کشور از رنگ‌های مصنوعی وارداتی جهت تولید محصولات مختلف استفاده می‌شود.